# Natalia Kukulska
Natalia Maria Kukulska (ur. 3 marca 1976 w Warszawie) – polska piosenkarka, autorka tekstów, kompozytorka i producentka muzyczna. Córka Anny Jantar i Jarosława Kukulskiego. Członkini Akademii Fonograficznej ZPAV.
Debiutowała w 1986 albumem studyjnym pt. Natalia, który zawierał piosenki skierowane do dzieci, w tym przebój „Puszek-okruszek”. W okresie dzieciństwa wydała jeszcze dwa albumy, Bajki Natalki (1987) i Najpiękniejsze kolędy (1991). W dorosłym życiu wydała płyty: Światło (1996), Puls (1997), Autoportret (1999), Tobie (2001), Natalia Kukulska (2003), Sexi Flexi (2007), Ósmy plan (2015), Halo tu Ziemia (2017) i Czułe struny (2020) oraz CoMix (2010) z Michałem Dąbrówką i Szukaj w snach (2018) z Markiem Napiórkowskim. Wylansowała przeboje, takie jak „Dłoń”, „Piosenka światłoczuła”, „W biegu”, „Im więcej ciebie tym mniej”, „Czy ona jest”, „Niepotrzebny” i „Wierność jest nudna”. Za sprzedaż albumów odebrała trzy platynowe płyty i sześć złotych.
Laureatka Nagrody Muzycznej „Fryderyka”, Telekamery i Nagrody Telewizji Polskiej oraz nagrody publiczności na festiwalu sopockim i Festiwalu Piosenki Krajów Nadbałtyckich.

## Życiorys
Jest córką kompozytora Jarosława Kukulskiego i piosenkarki Anny Jantar. Gdy miała cztery lata, jej matka zginęła w katastrofie lotniczej na Okęciu. Ma przyrodniego brata Piotra Kukulskiego (ur. 1989) z małżeństwa jej ojca z piosenkarką Moniką Borys.
| 4. Kazimierz Kukulski 1917–1987 |  |                                                   |  |  |                     |
|                                 |  | 2. Jarosław Kukulski 1944–2010                    |  |  |                     |
| 5. Maria Fedro 1910–1986        |  |                                                   |  |  |                     |
|                                 |  |                                                   |  |  | 1. Natalia Kukulska |
| 6. Józef Szmeterling 1925–1997  |  |                                                   |  |  |                     |
|                                 |  | 3. Anna Jantar (Anna Maria Szmeterling) 1950–1980 |  |  |                     |
| 7. Halina Surmacewicz 1924–2016 |  |                                                   |  |  |                     |
|                                 |  |                                                   |  |  |                     |

Zaczęła śpiewać profesjonalnie w 1984. W 1986 wydała debiutancki album studyjny, zatytułowany po prostu Natalia. Wydawnictwo promowane było przez dwa single: „Puszek Okruszek” i „Co powie tata”. Rok później wydała drugi album pt. Bajki Natalki, za który otrzymała pierwszą Platynową Płytę w historii polskiej fonografii. W 1991 nagrała pierwszą płytę z kolędami pt. Najpiękniejsze kolędy, a także rozpoczęła naukę w 21 Społecznym Liceum Ogólnokształcącym im. Jerzego Grotowskiego w Warszawie.
Po skończeniu szkoły w 1995 rozpoczęła pracę nad kolejnym albumem pt. Światło, wydanym na mocy kontraktu podpisanego z wytwórnią muzyczną PolyGram. Krążek promowała singlami  „Dłoń” i „Piosenka światłoczuła”, z którym dotarła do 32. miejsca Listy przebojów Programu Trzeciego Polskiego Radia. Cieszący się popularnością materiał uzyskał status złotej płyty za wysoką sprzedaż w kraju. Jeszcze w 1995 uzyskała nominację do nagrody polskiego przemysłu fonograficznego Fryderyka w kategorii Album roku – pop. W 1997 wydała album pt. Puls, który promowała singlami „Im więcej ciebie tym mniej”, „W biegu” i „Czy ona jest” oraz coverem utworu Barbry Streisand „Woman in Love”. Album po trzech miesiącach od premiery zyskał miano podwójnie platynowej płyty. W listopadzie 1997 premierę ma utwór „Ani słowa”, który nagrała na potrzeby polskiej ścieżki dźwiękowej do filmu animowanego Walta Disneya Hercules. 26 stycznia 1998 wraz z holenderską grupą R’n’G nagrała utwór „We'll Be Together”, który znalazł się albumie grupy pt. The Right Time z 2001. We wrześniu 1998 nagrała dwa utwory do filmu Magiczny miecz – Legenda Camelotu – „Niech Duch Ojca niesie mnie” i „Jesteś blisko mnie” w duecie z Andrzejem Piasecznym. 1 marca 1999 wydała album pt. Autoportret, który promowała singlami „Przychodzimy tylko raz”, „Skończyło się” i „Zanim wszystko się odwróci”, a także nową wersją przeboju „Tyle słońca w całym mieście” z repertuaru Anny Jantar oraz coverem przeboju „Heartbreaker” Dionne Warwick. 4 czerwca 1999 wzięła udział w 36. Krajowym Festiwalu Piosenki Polskiej w Opolu, na którym zagrała recital oraz prowadziła koncert „Debiuty” wraz z Mietkiem Szcześniakiem. Nagrała tytułowy utwór do filmu Piotra Wereśniaka Zakochani (2000).
13 marca 2000 wydała album pt. Tyle słońca, będący zapisem koncertu poświęconego pamięci Anny Jantar z 23 lutego, w którym Kukulska wystąpiła wraz z innymi polskimi artystami. 23 kwietnia 2001 wydała album pt. Tobie, za który uzyskała nominację do Fryderyka w kategorii Album Roku – Pop. Wydawnictwo promowała singlami: „Niepotrzebny”,  „Jeśli ona” i „Cicho ciepło”, z którym wystąpiła w koncercie „Premier” na 38. KFPP W Opolu, a także piosenką „Z głębi serc”, dedykowaną papieżowi Janowi Pawłowi II. Album dotarł do pierwszego miejsca OLiS i uzyskując status złotej płyty. Promocji albumu towarzyszyła trasa koncertowa Tobie Tour – Piknik Era z Natalią obejmująca 10 koncertów plenerowych. 21 lutego 2002 wystąpiła na warszawskim koncercie José Carrerasa, z którym wykonała standard „Night & Day”. 20 października 2003 wydała album, zatytułowany po prostu Natalia Kukulska, który promowała singlami: „Nikt nie będzie żył za ciebie”, „Kamienie”, „Decymy” i „I Wanna Know”. W kwietniu 2004 zadebiutowała na scenie warszawskiego Teatru Muzycznego „Roma” w roli Kim, głównej bohaterki musicalu Miss Saigon w reżyserii Wojciecha Kępczyńskiego. 12 maja 2005 ukazała się dwupłytowa kompilacja Po tamtej stronie zawierająca 20 utworów wykonywanych przez Annę Jantar, na którą Kukulska nagrała cztery piosenki z repertuaru matki oraz premierowy, tytułowy utwór.

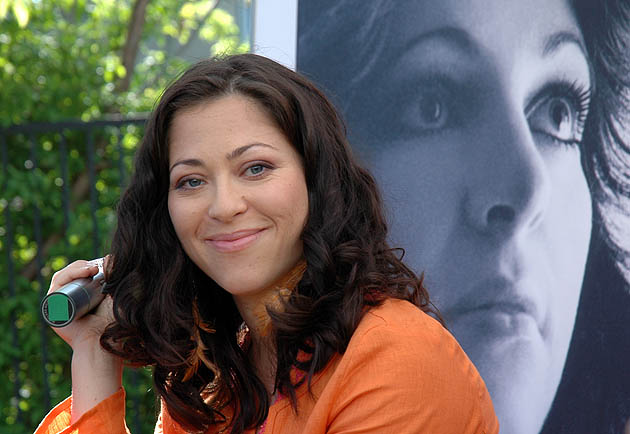
Kukulska na tle portretu matki (2005)

W 2006 wystąpiła na 43. Krajowym Festiwalu Piosenki Polskiej w Opolu w koncercie „Świat w obłokach”, dedykowanemu twórczości Marka Grechuty, a także gościnnie występuje z Harlem Gospel Choir podczas ich koncertu w Warszawie. W listopadzie 2007 wydała album pt. Sexi Flexi, który wyprodukowany był przez duet Plan B – Bartek Królik i Marek Piotrowski. Płyta otrzymała pięć nominacji do nagrody Fryderyk oraz osiągnęła status złotej płyty. Promowały ją single: „Sexi Flexi”, „Pół na pół” oraz „Fantasies”. 23 lutego 2008 wystąpiła jako gość muzyczny programu Piosenka dla Europy 2008, będącego finałem krajowych eliminacji do 53. Konkursu Piosenki Eurowizji. 7 kwietnia zaśpiewała podczas gali rozdania Fryderyków. W październiku została bohaterką jednego z odcinków programu stacji CNN Eye on Poland. 28 stycznia 2010 wzięła udział w pokazie kolekcji projektantki Violi Śpiechowicz. Również w styczniu dwutygodnik „Viva” wyróżnił ją w plebiscycie „Najlepiej ubrani 2010”. 13 lutego wystąpiła z towarzyszeniem Orkiestry Adama Sztaby na Gali Siatkarskich Plusów. Podczas koncertu zaprezentowała jazzowe aranżacje utworów „Tyle słońca w całym mieście”, „Im więcej ciebie tym mniej” i „Sexi Flexi”. 24 lutego 2010 wraz z Classic Jazz Quartet wystąpiła w koncercie Chopin nasz współczesny w ramach Roku Chopinowskiego. W kwietniu zadebiutowała jako felietonistka magazynu „Fashion Magazine” poświęconego modzie. 18 maja wraz z mężem Michałem Dąbrówką wydała album pt. CoMix, sygnowany jako duet Kukulska & Dąbrówka. W sesji nagraniowej wzięła udział Polska Orkiestra Radiowa pod batutą Adama Sztaby. Ponadto gościnnie na płycie wystąpił Nick Sinckler. Sesję zdjęciową, promującą płytę, wykonał Błażej Żuławski. Pod koniec kwietnia 2010 na antenie Radio Zet zaprezentowała premierowo singiel „To jest komiks” z albumu nagranego z Dąbrówką. 4 maja udostępniła sześć utworów do odsłuchania za darmo w formie cyfrowej. 18 maja, w dniu premiery albumu, wraz z mężem wystąpiła w programie śniadaniowym TVP2 Pytanie na śniadanie, w którym premierowo wyemitowano teledysk do utworu „To jest komiks” w reżyserii Bartka Prokopowicza. Utwór nominowany został do nagrody „Superjedynki” w kategorii Przebój roku. Album CoMix został udostępniony w sprzedaży również w formie cyfrowej na stronach muzyka.era.pl. Wydawnictwo doczekało się trzech nominacji do Fryderyków. W listopadzie zaśpiewała utwór „Radość najpiękniejszych lat” w jednym z odcinków 12. edycji programu TVN Taniec z gwiazdami, poświęconemu największym przebojom Anny Jantar. Pod koniec roku nagrała utwór „Wierność jest nudna” na potrzeby oficjalnej ścieżki dźwiękowej do filmu Piotra Wereśniaka Och, Karol 2.

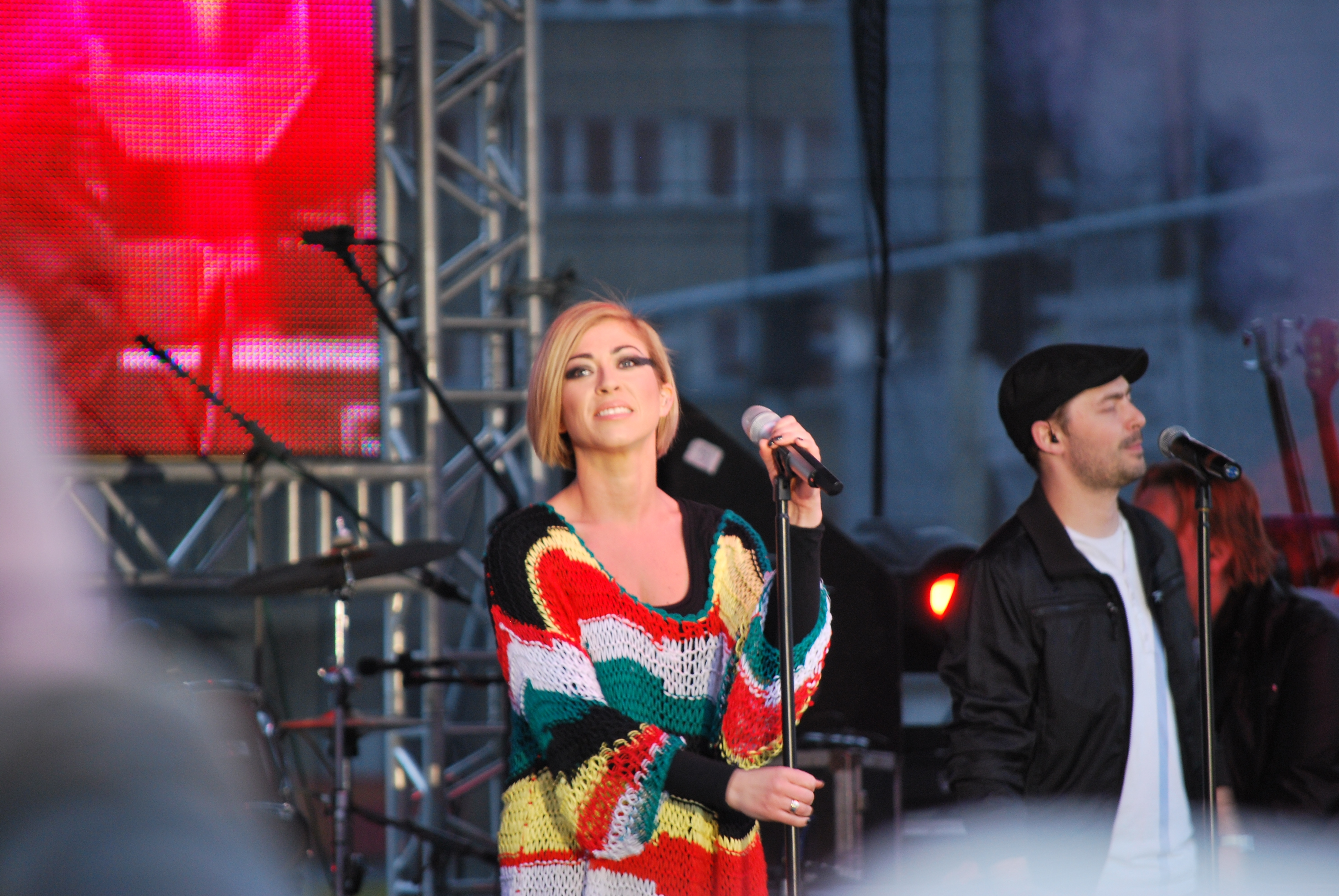
Kukulska podczas koncertu w Łodzi (2011)

W lutym 2012 została trenerką w programie TVP2 Bitwa na głosy. 3 czerwca w ramach 49. KFPP w Opolu odbył się koncert Życia mała garść poświęcony pamięci Anny Jantar i Jarosława Kukulskiego, przy którym Kukulska sprawowała opiekę artystyczną. 22 marca 2014 wzięła udział w koncercie Night of the Proms w Łodzi. Na początku listopada 2014 zaprezentowała utwór „Pióropusz”, którym zapowiadała dwupłytowy album pt. Ósmy plan. 31 grudnia wzięła udział wraz z innymi artystami w sylwestrowym koncercie Przetańczyć z Tobą chcę całą noc w Poznaniu, poświęconym twórczości Anny Jantar. 13 czerwca 2015 wzięła udział w koncercie „SuperPremier” z piosenką „Miau” podczas 52. Krajowego Festiwalu Piosenki Polskiej w Opolu.  W 2016 była trenerką w siódmej edycji programu TVP2 The Voice of Poland. 21 sierpnia wystąpiła w koncercie Silent Electro, podczas którego premierowo wykonała cztery utwory z nowej płyty. Album, zatytułowany Halo tu Ziemia, wydała 29 września 2017, promowała go singlami: „Kobieta”, „Halo tu Ziemia”, „Ostatnia prosta” oraz „Rekonstrukcja”. 25 maja 2018 wydała album pt. Szukaj w snach, zawierający kołysanki z tekstami Włodzimierza Wysockiego, nagrane z jazzowym gitarzystą Markiem Napiórkowskim. Płyta została nagrodzona Fryderykiem w kategorii „album roku (muzyka dziecięca i młodzieżowa)”. 26 maja 2019 roku na warszawskim Torwarze odbył się kolejny koncert z cyklu Życia mała garść, którego była współorganizatorką.
28 maja 2020 premierę miał teledysk do utworu „Czułe struny [Polonez As-dur]”, będący zapowiedzią płyty Czułe struny, którą wydała 28 sierpnia 2020. Na albumie umieściła dzieła Fryderyka Chopina w formie utworów symfonicznych, do których powstały teksty. 6 października 2020 na ICE Kraków odbył się kolejny koncert z cyklu Życia mała garść. 23 października premierę internetową miał koncert Czułe struny, który zrealizowany został 11 października w Filharmonii im. Mieczysława Karłowicza w Szczecinie. W lutym 2021 wystąpiła w muzycznym widowisku TVP2 pt. Zakochany Mickiewicz (w reżyserii Marcina Kołaczkowskiego), w którym zaśpiewała Inwokację Adama Mickiewicza. W maju wystąpiła na koncercie TVP1 Jak przeżyć wszystko jeszcze raz, poświęconym Krzysztofowi Krawczykowi. W lipcu ukazał się singiel Matta Duska „One Note Samba / Samba na jedną nutę”, który został nagrany w duecie z Kukulską. We wrześniu podczas koncertu „Od Opola do Opola: Największe Gwiazdy! Legendarne Przeboje!” na LVIII KFPP w Opolu świętowała 35-lecie pracy artystycznej, wykonując swoje przeboje, a po występie odebrała również nagrodę specjalną.

## Życie prywatne

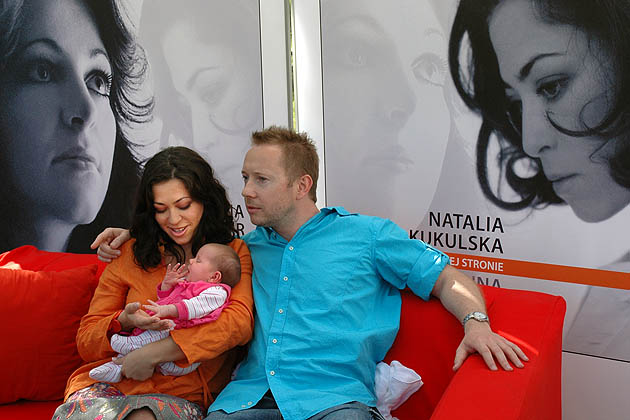
Natalia Kukulska wraz z mężem Michałem Dąbrówką i córką Anną, 23 maja 2005

Była związana z Ryszardem Kuncem. W 2000, po 10-letniej znajomości, wyszła za perkusistę Michała Dąbrówkę (ur. 1972). Mają troje dzieci: syna Jana (ur. 24 czerwca 2000) i dwie córki, Annę (ur. 4 maja 2005), Laurę (ur. 5 stycznia 2017). Mieszkają w domu w Komorowie pod Warszawą, w którym zlokalizowane jest również ich prywatne studio nagraniowe.

## Działalność charytatywna
Wielokrotnie występowała na finałach Wielkiej Orkiestry Świątecznej Pomocy. W 1997 wzięła udział w nagraniu piosenki „Moja i Twoja nadzieja”, której dochód ze sprzedaży przeznaczono na rzecz powodzian. W 2002 wystąpiła w spocie akcji „Cała Polska czyta dzieciom” oraz nagrała piosenkę i teledysk „Wspomnienia są blisko”. W 2005 wraz z innymi artystami nagrała hymn fundacji TVN „Nie jesteś sam”. W 2006 w ramach akcji „Konwój Muszkieterów” nagrała płytę z koncertowymi wersjami swoich przebojów oraz hymnem Fundacji – „Możemy nieść pomoc”; dochód ze sprzedaży albumu przeznaczono na zakup prezentów świątecznych dla dzieci z domów dziecka. W czasie akcji odwiedziła trzy domy dziecka, obdarowując ich wychowanków prezentami.
12 kwietnia 2007 została ambasadorem dobrej woli UNICEF i promowała akcję Szkoły dla Afryki, dotyczącą zakładania szkół w Angoli. Od 2012 jest ambasadorką Stowarzyszenia SOS Wioski Dziecięce.

## Dyskografia
- Natalia (1986)
- Bajki Natalki (1987)
- Najpiękniejsze kolędy (1991)
- Światło (1996)
- Puls (1997)
- Autoportret (1999)
- Tobie (2001)
- Natalia Kukulska (2003)
- Po tamtej stronie (oraz Anna Jantar) (2005)
- Sexi Flexi (2007)
- CoMix (oraz Michał Dąbrówka) (2010)
- Ósmy plan (2015)
- Halo tu Ziemia (2017)
- Szukaj w snach (oraz Marek Napiórkowski) (2018)
- Czułe struny (2020)
- MTV Unplugged (2022)
- Dobrostan (2024)

## Filmografia
- 1986: Pan Samochodzik i niesamowity dwór – dziewczynka śpiewająca na przedstawieniu
- 1997: Herkules – Megara (głos, partie wokalne; polski dubbing)
- 1998: Magiczny miecz – Legenda Camelotu – Kayley (głos, partie wokalne; polski dubbing)
- 2013: Wrzuć na luuuz – ona sam (odc. 7)
- 2017: Magiczna zima Muminków – Mamusia Muminka (głos)

## Nagrody i wyróżnienia
| Yach Film         | Yach Film                                                  | Yach Film | Yach Film | Yach Film |
| Rok               | Kategoria                                                  | Nota      |           |           |
| ----------------- | ---------------------------------------------------------- | --------- | --------- | --------- |
| 2004              | Montaż piosenki „Decymy”                                   | Nominacja |           |           |
| 2008              | Scenariusz do piosenki „Pół na pół”                        | Nominacja |           |           |
| 2008              | Najlepszy teledysk Pop                                     | Nominacja |           |           |
| Fryderyki         |                                                            |           |           |           |
| Rok               | Kategoria                                                  | Nota      |           |           |
| 1997              | Album roku – Pop (Puls)                                    | Nominacja |           |           |
| 1997              | Wokalistka roku                                            | Nominacja |           |           |
| 2001              | Album roku – Pop (Tobie)                                   | Nominacja |           |           |
| 2008              | Produkcja Muzyczna roku (Sexi Flexi)                       | Nominacja |           |           |
| 2008              | Album roku – Pop (Sexi Flexi)                              | Nominacja |           |           |
| 2008              | Wokalistka roku (Sexi Flexi)                               | Nominacja |           |           |
| 2008              | Videoklip roku („Sexi Flexi”)                              | Nominacja |           |           |
| 2008              | Piosenka roku („Sexi Flexi”)                               | Nominacja |           |           |
| 2011              | Album roku pop (CoMix)                                     | Nominacja |           |           |
| 2011              | Wokalistka roku                                            | Nominacja |           |           |
| 2011              | Najlepsza oprawa graficzna albumu (CoMix)                  | Nominacja |           |           |
| 2019              | Album roku muzyka dziecięca i młodzieżowa (Szukaj w snach) | Laureatka |           |           |
| 2021              | Album roku pop (Czułe struny)                              | Nominacja |           |           |
| Viva Comet Awards |                                                            |           |           |           |
| 2008              | Teledysk roku                                              | Nominacja |           |           |
| 2008              | Image roku                                                 | Nominacja |           |           |
| 2012              | Dzwonek roku – „Wierność jest nudna”                       | Nominacja |           |           |
| 2012              | Piosenka roku – „Wierność jest nudna”                      | Nominacja |           |           |

| Inne | Inne                                            | Inne                                              | Inne        | Inne |
| Rok  | Kategoria                                       | Nagroda                                           | Nota        |      |
| ---- | ----------------------------------------------- | ------------------------------------------------- | ----------- | ---- |
| 1997 | Nagroda publiczności                            | Festiwalu Piosenki Sopot 1997                     | Laureatka   |      |
| 1997 | II Nagroda jury                                 | Festiwalu Piosenki Sopot 1997                     | Laureatka   |      |
| 1997 | Nagroda publiczności                            | Festiwal Piosenki Krajów Nadbałtyckich            | Laureatka   |      |
| 1997 | III Nagroda jury                                | Festiwal Piosenki Krajów Nadbałtyckich            | Laureatka   |      |
| 1997 | Wokalistka roku                                 | Brązowe Otto ’97                                  | Laureatka   |      |
| 1997 | Wokalistka Pop / Rock                           | Dance Music Award                                 | Laureatka   |      |
| 1997 | Wokalistka roku                                 | Złoty Mikrofon Popcornu                           | Laureatka   |      |
| 1997 | Wokalistka roku ’97                             | Pomiarz XL                                        | Laureatka   |      |
| 1997 | Muzyczna Indywidualność                         | Nagroda Telewizji Polskiej S.A.                   | Laureatka   |      |
| 1998 | Wokaliści roku                                  | Telekamery 1998                                   | Laureatka   |      |
| 1999 | Wokalistka roku                                 | Telekamery 1999                                   | Wyróżnienie |      |
| 1999 | Najbardziej zmysłowy głos ’99                   | Nagroda Radia Kolor                               | Laureatka   |      |
| 2003 | Polska Wokalistka roku                          | Srebrny Mikrofon Popcornu                         | Laureatka   |      |
| 2008 | Piękni w sieci                                  | Róże Gali                                         | Laureatka   |      |
| 2008 | Teledysk roku („Sexi Flexi”)                    | Kominy Awards                                     | Nominacja   |      |
| 2008 | Najlepsza piosenkarka roku 2007                 | Plebiscyt Glamour                                 | Nominacja   |      |
| 2008 | –                                               | Zaczarowane Jajo (Nagroda fundacji Mimo Wszystko) | Laureatka   |      |
| 2011 | Artystka roku                                   | Eska Music Awards                                 | Nominacja   |      |
| 2011 | Hit roku („Wierność jest nudna”)                | Eska Music Awards                                 | Nominacja   |      |
| 2011 | Złoty Przebój roku 2011 („Wierność jest nudna”) | Plebiscyt Radia Złote Przeboje                    | Laureatka   |      |